# 1. Klasse Nordbaden 1944/45
Die 1. Klasse Nordbaden 1944/45  war die zwölfte und letzte Spielzeit der 1. Klasse Nordbaden im Sportgau Baden. Sie diente dem Unterbau der Gauliga Baden.
Eine Austragung der 1. Klasse Nordbaden ist in dieser Spielzeit nur noch in einer Staffel mit sechs teilnehmenden Mannschaften überliefert. Die Saison begann am 10. September 1944, das letzte überlieferte Spiel stammt vom 17. Dezember 1944. Danach wurde die Austragung auf Grund des Kriegsverlaufes komplett eingestellt.

## Kreuztabelle
Die Kreuztabelle stellt die Ergebnisse aller überlieferten Spiele dieser Saison dar. Die Heimmannschaft ist in der linken Spalte, die Gastmannschaft in der oberen Zeile aufgelistet.
| 1944/45                      | RHE  | SEC | KUR | VfR Mannheim (Soldaten) | FV 09 Weinheim | LHE |
| ---------------------------- | ---- | --- | --- | ----------------------- | -------------- | --- |
| FC Alemannia Rheinau         |      | 2:2 | 2:2 |                         | +0:0           |     |
| FVgg 98 Seckenheim           | 3:3  |     | 2:1 | 5:0                     |                |     |
| Kurpfalz Neckarau            | 1:4  | 4:0 |     | 6:2                     | 5:1            |     |
| VfR Mannheim (Soldaten)      | 2:4  |     | 4:3 |                         | 1:1            |     |
| FV 09 Weinheim               | 2:4  | 0:2 |     |                         |                |     |
| KSG Leutershausen/Heddesheim | 0:0+ | 0:8 |     | 1:4                     |                |     |

## Tabelle
| Pl.                      | Verein                         | Sp. | S | U | N | Tore    | Quote | Punkte |
| ------------------------ | ------------------------------ | --- | - | - | - | ------- | ----- | ------ |
| 1.                       | FC Alemannia Rheinau           | 7   | 4 | 3 | 0 | 019:120 | 1,58  | 11:30  |
| 2.                       | FVgg 98 Seckenheim (N)         | 6   | 3 | 2 | 1 | 014:100 | 1,40  | 08:40  |
| 3.                       | Kurpfalz Neckarau              | 7   | 3 | 1 | 3 | 022:150 | 1,47  | 07:70  |
| 4.                       | VfR Mannheim (Soldaten)        | 5   | 1 | 1 | 3 | 009:190 | 0,47  | 03:70  |
| 5.                       | FV 09 Weinheim                 | 5   | 0 | 1 | 4 | 004:120 | 0,33  | 01:90  |
| 6.                       | KSG Leutershausen/Heddesheim a | 0   | 0 | 0 | 0 | 000:000 | 1,00  | 0:0    |
| Stand: 18. Dezember 1944 |                                |     |   |   |   |         |       |        |

| Legende |         |
| (N)     | Neuling |